# Gustav II Adolfs staty, Sundsvall

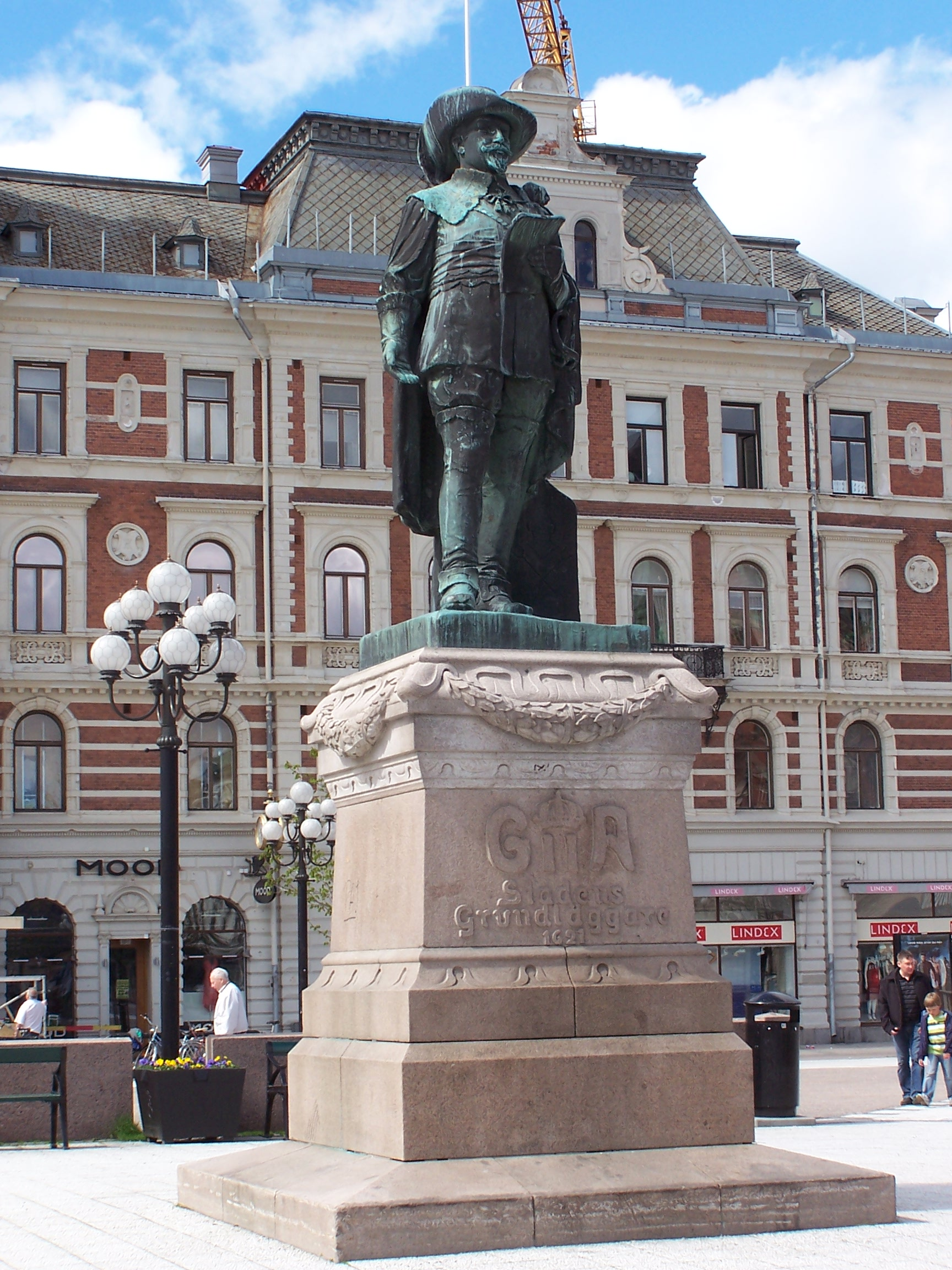
Gustav II Adolf på Stora Torget i Sundsvall med Hirschska huset i bakgrunden.

Bronsstatyn över Gustav II Adolf, är en staty över Sundsvalls grundare, mitt på Stora torget i Sundsvall.
Statyn föreställer hur kungen står med privilegiebrevet i sin vänstra hand blickande österut mot Vängåvan där staden planerades efter flytten från dess ursprungliga plats vid nuvarande Åkroken. Vid sidan av kungen står en vapensköld med Sundsvalls stadsvapen.

## Historik
Statyn var en gåva från Thure Reinhold Thuresson, sedan 1891 direktör för Sundsvall-Vasa ångfartygsaktiebolag.. Konstnären Harald Sörensen-Ringi var statyns skulptör.
Statyn avtäcktes den 23 augusti 1911, på 290-årsdagen efter interimsprivilegiernas utfärdande.